# Lucemburská vlajka

Lucemburská vlajka
Poměr stran: 3:5

Lucemburská vlajka
Poměr stran: 1:2

Lucemburská námořní vlajka
Poměr stran: 2:3

Vlajka Lucemburska je tvořena listem o poměru stran 3:5 nebo 1:2 (3:5 je běžnější) se třemi vodorovnými pruhy – červeným, bílým a světlemodrým.
Barvy byly v roce 1973 stanoveny velkovévodským nařízením v systému Pantone následovně:
- Červená – 032C
- Modrá – 299C

Barvy na vlajce jsou odvozené z prvního Lucemburského znaku. Barvy jsou také odvozeny z nizozemské vlajky. Až v roce 1890 byla zavedená modrá ve světlejším odstínu, aby se od sebe obě vlajky odlišily.

## Historie
V 5. a 6. století bylo Lucembursko součástí franské říše Austrasie, od 9. století bylo součástí Lotrinska a od roku 955 součástí Svaté říše římské. Roku 963 se stalo hrabstvím. Roku 1123, za vlády Viléma I. se začaly na území Lucemburska užívat první známé vlajky. Vlajky byly tvořeny dvěma vodorovnými pruhy, žlutými a červenými. (není obrázek)
V následující bohaté historii, byla země součástí mnoha státních útvarů.
1. října 1795 bylo Lucembursko anektováno Francií a 18. listopadu bylo přeměněno na Département des Forêts (česky Lesní departement). Začaly se užívat francouzské vlajky. Departement existoval do 30. května 1814, kdy abdikoval Napoleon I. (Bonaparte)
9. června 1815 byli založeno Spojené království nizozemské, které zahrnovalo i území Lucemburska. To bylo 24. srpna 1815 povýšeno na velkovévodství a následně spojeno personální unií s Nizozemskem. Nizozemská vlajka byla zavedena 16. března 1816 a byla tvořena třemi vodorovnými pruhy – červeným, bílým a modrým.
V Lucembursku se (pro odlišení) začaly vyvěšovat vlajky se třemi vodorovnými pruhy – bílým, modrým a červeným (není obrázek). Vlajka byla odvozena z kokard, které byly povolené k nošení v době Rakouského Nizozemí. Tyto vlajky se vyvěšovaly maximálně do roku 1845, poté se začaly užívat vlajky podobné (nebo stejné) nizozemským – definované jako státní vlajky Lucemburska.
Ve 30. letech se objevovala i varianta s pořadím pruhů modrým, červeným a bílým, zřejmě podle francouzského vzoru. (není obrázek)

Francouzská vlajka Lesního departementu (1795–1814) Poměr stran: 2:3
Vlajka Spojeného království nizozemského v Lucembursku (1816–1890) Poměr stran: 2:3

V říjnu 1830 proklamovala prozatímní belgická vláda Lucembursko jako součást Belgie, a od 23. ledna 1831 se v zemi začala vyvěšovat belgická vlajka, tvořená třemi vodorovnými pruhy – červeným, žlutým a černým.
23. ledna 1831 se začala vyvěšovat belgická vlajka se třemi svislými pruhy – červeným, žlutým a černým. (není obrázek)
12. října 1831 byla zavedena belgická vlajka se třemi svislými pruhy – černým, žlutým a červeným.
Londýnskou dohodou z 19. dubna 1839 bylo Lucembursko rozděleno na dvě části:
- Část mluvící francouzsky (valonská) byla připojena k Belgii
- Část mluvící lucemburštinou byla nadále autonomní součástí Nizozemska

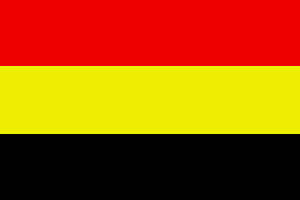
Belgická vlajka v Lucembursku (1830) Poměr stran: 2:3
Belgická vlajka v Lucembursku (1831–1839) Poměr stran: 13:15

11. května 1867 uznala tzv. druhá londýnská konference plnou nezávislost Lucemburského velkovévodství. 17. října 1868 se Lucembursko stalo konstituční monarchií v čele s velkovévodou (byla přijata první lucemburská ústava), personální unie s Nizozemskem ale byla zrušena až 13. listopadu 1890. Poté byl, pro odlišení od nizozemské vlajky, změněn odstín modré barvy na světlejší. Lucemburskou vlajkou se tedy stal list se třemi vodorovnými pruhy – červeným, bílým a světlemodrým. Tato vlajka je současnou lucemburskou vlajkou.
Za I. světové války bylo Lucembursko okupováno Německem a vyvěšovaly se tehdejší vlajky Německého císařství.
Z roku 1923 pochází první oficiální popis Lucemburské vlajky. Neobsahuje však žádné zmínky o odstínu modré barvy.
Za Ii. světové války bylo Lucembursko od roku 1940 okupováno Německem a v srpnu 1942 prohlášeno za přímou součást Velkoněmecké říše. Spojenecká vojska zemi osvobodila koncem roku 1944.

Vlajka Německého císařství v Lucembursku (1914–1918) Poměr stran: 2:3
Vlajka Velkoněmecké říše.v Lucembursku (1940/1942–1944) Poměr stran: 2:3

23. června 1972 byl přijat zákon o národních (státních) symbolech, který (mimo jiné) popisoval lucemburskou státní vlajku. Zákon sice opět nedefinoval odstín modré barvy, stanovoval však (v článku č. 3) poměr listu na 1:2 nebo 3:5. Zákon byl zveřejněn 16. srpna 1972 v Úředním listu Lucemburského velkovévodství (Memorial. Journal Officiel du Grand-Duché de Luxembourg A-N⁰  51).
27. července 1993 byla vlajka kodifikována zákonem A-N⁰ 73, zveřejněným 16. září 1993 v Úředním listu Lucemburského velkovévodství. Speciálním velkovévodským nařízením (z 27. července 1993) byly specifikovány barvy v systému Pantone.

## Námořní vlajka
Lucemburská námořní vlajka (užívaná pro vnitrozemskou plavbu a letectvo), přezdívaná Roude Léiw (česky Červený lev), byla zavedena nejprve v roce 1968 neoficiálně, později zákonem ze dne 23. června 1972. Původ vlajky sahá až do 13. století. Vlajka je tvořena listem o poměru stran: 5:7 se střídavě pěti bílými a pěti světlemodrými vodorovnými pruhy, na nichž je uprostřed červený, korunovaný, dvouocasý lev se žlutou zbrojí. Důvodem bylo zejména pro odlišení lucemburských a nizozemských plavidel, plujících např. po Rýnu. Zákonem z 9. listopadu 1990 (Zákon o vytvoření lucemburského veřejného námořního registru) se tato vlajka stala i vlajkou námořní. Kodifikována byla vlajka zákonem ze dne 23. července 1993. Přibližně od roku 2000 se tato vlajka objevuje i s odlišnou kresbou lva, než je uvedeno v zákoně z roku 1972, resp. z roku 1993. (není obrázek)
Existují návrhy, aby se tato vlajka stala druhou (nebo i jedinou) lucemburskou vlajkou. Důvodem je jedinečnost.
- 2006 – návrh poslance Michaela Woltera, 6. července 2007 lucemburská vláda tento návrh zamítla
- 13. listopadu 2009 – návrh lucemburského premiéra v letech 1995–2013 Jeana-Clauda Junckera, v roce 2017 vláda premiéra Xaviera Bettela návrh stáhla, souhlasil s tím i velkovévoda Jindřich I. svým dekretem z 14. března 2017

Vlajku je povoleno užívat i jako druhou národní vlajku pro civilní použití na souši při vlasteneckých, sportovních nebo kulturních akcí. V těchto případech je vlajka často vyvěšována současně se státní vlajkou a poměr stran vlajek je stejný, tedy 3:5 nebo 1:2.

## Vlajka lucemburského velkovévody
Existuje více variant vlajky lucemburského velkovévody. Design není jasný.

Vlajka lucemburského velkovévody (varianta) Poměr stran: 2:3